# Грязненское лесничество
Грязненское лесничество — село в Козельском районе Калужской области России. Входит в состав сельского поселения «Село Чернышено».

## География
Село находится на расстоянии 15 км к югу от города Козельск, административного центра района.

### Часовой пояс
Село Грязненское лесничество, как и вся Калужская область, находится в часовой зоне МСК (московское время). Смещение применяемого времени относительно UTC составляет +3:00.

## История
В 2020 году селу Грязненского лесничества присвоено наименование Грязненское лесничество.

## Население
| 2002 | 2010 |
| ---- | ---- |
| 0    | →0   |